# ФК Бенковски (Исперих)
ФК "Бенковски" - Исперих  е български футболен отбор от град Исперих. Основан е през 2016 година. От сезон 2023/2024 е участник в Трета аматьорска футболна лига .

## История
Футбол в Исперих има още през 20-те години на миналия век, но вече съм запознавала уважаемия читател с тези далечни времена. Целта е да припомня на, че „Бенковски“ има един славен, легендарен, златен период в историята си – участие в Северната Б РФГ от 1975 до 1982 г. и през 1995 г. За този период в Исперих все още се говори.
Според Г. Дончев най-голяма заслуга за влизането на отбора в групата имат треньорът Никола Йорданов и председателят на дружеството Исмет Мехмедов. Под тяхно ръководство започва изграждането на усещане за екипност на момчетата, които дотогава са се радвали на победи срещу незначителни отбори. Тренировъчни занимания с контролни срещи, високопланински лагери, безкрайни преходи, кросове, спринтове, гимнастика, акробатика, лекции, разбори и...неизбежната за времето си политическа просвета. Свършва времето на „сватбарските шутове“. Започва организирана, интелигентна подготовка.
Играчите променят нагласата си и резултатът е триумфален. През август 1975 г. „Бенковски“ влиза в Северната Б РФГ. Исперихци скачат от радост. Градът ври и кипи. Доброволци боядисват пейките, довършва се окончателно сградата със съблекалните. Дренажи поемат водата на стадиона, изграждат се нови пейки на отсрещната страна. Исперихчани дават доброволно по левче всеки месец за футбола. Билетопродавачите по време на срещите стават важни персони, продавачи на слънчогледови семки плъпват между пейките.
От 1975 г. До 1982 г. и през 1995 г., когато добиват правото отново да се състезават в групата на майсторите, футболистите на „Бенковски“ преминават границата на 300 мача, а на 30.09.1995 г. постигат стотната си победа. За едно малко градче 8 участия в Б група не са малко. През април 1977 г. и през октомври 1980 г. в предаването „Спорт и музика“ по Българското радио са включени и мачове с „Бенковски“. Отборът става популярен.
Има и малки драми, разбира се. През април 1977 г. „железничарите“ от „Локомотив“ /Горна Оряховица/ им вкарват гол на 40-та секунда от началото, но се „вземат в ръце“ и успяват да изравнят. През същата тази година исперихчанинът Димитър Стоянов става голмайстор на Б РФГ с 18 гола, а през 1980 г. Е голмайстор с 28 попадения. Включен е в сборен отбор на Б група за международен мач със същата група в Румъния.
Най-големи трудности за отбора на Исперих създават „железничарите“ на Горна Оряховица. Исперихчани постигат първата си победа едва на 10-та среща през 1980г
През 1975 година, когато исперихчани влизат в групата, разградчани тъкмо са отпаднали. Между двата отбора срещите протичат винаги много оспорвано. Близостта на двата града дава възможност на масово стичане на зрители. На терена хвърчали „искри“. Имало емоции, закани и адмирации. Тази картина съществувала от 1955 г. и винаги срещите били „мачът на истината“. Малцина знаят за постоянната кореспонденция между бай Кольо М. от Исперих и бай Васил С. от Разград. Когато исперихчани загубили срещата със „Спартак“ /Варна/ със 7:1, разградчанинът писал на приятеля си: „Да са ти сладки седемте варненски калкана“. Отговорът не закъснял. На 22 ноември 1980 година „Лудогорец“ загубил от „Янтра“ /Габрово/ също със 7:1. Бай Кольо писал в писмото си: „Да са ти сладки седемте котешки опашки от Габрово. Сготви си ги задушени“.
Първата официална среща между отборите на Исперих и Разград в „Б” група се състояла на 11 декември 1976 г. Студ, сняг, а стадионът пълен докрай. Преди мача се състояла церемония по прекратяване на футболната кариера на Тодор Цонев, Исмет Мехмедов и Георги Илиев. Местни шефове поднасят подаръци. Исперихци бият с 2:0. Спасов и Стоянов голмайстори. Дано си спомнят по-възрастните тези звездни моменти. Следват победи и загуби, но на 05 април 1980 г. исперихските футболисти подаряват на феновете си върховно изживяване. При наводнен терен постигат удивителна победа с 5:1. Какъв възторг, върховни емоции!
Следват равенства и през май 1981 година срещата в рамките на Б група е изключително драматична поради заплаха от отпадане и на двата отбора. В крайна сметка побеждава „Лудогорец“.
След 7-годишно участие започва една драма. Преминаване във В група, а след това и в окръжната група. Стават странни неща. Дали е имало „алъш-вериш“, никой не е доказал. Започват да губят от отбори аутсайдери. На 6 юни 1982 г. вечерта стотици исперихчани -любители на футбола, се завръщат с наведени глави от добруджанския стадион след загуба от 0:2. Сбогом! Отборът поема към В група.
През 1995 г. отново светли лъчи огряват отбора и той е в Б група, но за кратко.
Георги Дончев, който е описал тези драматични събития е съкрушен. Така завършва славната история на исперихския футбол. Днес на стадиона се разхождат пенсионери, провеждат се борби и спорадично се събират момчета да ритат. Жалко и тъжно...
Не мога да не спомена имена на футболисти, за които исперихчани си спомнят: Бончо Илиев /Боби/, Иван Раданов /Грубия/, Исмет Мехмедов, Неджиб Хамидов /Нешко/, Васил Стефанов /Кедито/, Тодор Денев /Магарето/, Лазар Манев /Файчето/, Борис Тотев /Пелето/, Юмер Османов /Рибата/, Тодор Димитров /Киното/, Христо Станчев /Тумбето/, Валентин Цветков /Шайбата/, Пламен Павлов /Пацо/ и мн. др. Да ми простят всички, които не споменавам. Голяма заслуга за футбола в Исперих има Гавраил Артинов /Гарабет/ - основен спонсор на отбора, също и д-р Ралчев - лекар на отбора.
Много интересни неща е писал Георги Дончев, този невероятен исперихски интелигент, но не е възможно всичко да се каже сега и вероятно в друга статия ще продължим.
Моля, феновете и бившите футболисти на „Бенковск“ /Исперих/ да ми простят, ако има неточности...
Милена НИКОЛОВА /Вестник Екип7/ 